# کارول سوبیسکی
کارول سوبیسکی (انگلیسی: Carol Sobieski؛ ۱۶ مارس ۱۹۳۹ – ۴ نوامبر ۱۹۹۰) بازیگر اهل ایالات متحده آمریکا بود. وی بین سال‌های ۱۹۶۴ تا ۱۹۹۰ میلادی فعالیت می‌کرد.
از فیلم‌ها یا مجموعه‌های تلویزیونی که وی در آن‌ها نقش داشته است می‌توان به آقای نواک و گوجه‌فرنگی‌های سبز سرخ‌شده اشاره نمود.